# Barbara Longhi
Barbara Longhi (21. září 1552 Ravenna – 23. prosince 1638 Ravenna) byla uznávanou portrétistkou a manýristickou malířkou drobných náboženských obrazů. Přestože se její působnost omezila jen na oblast jejího rodného města, Giorgio Vasari (1511–1574) ji zmínil ve svém druhém vydání díla Životy nejznámějších malířů, sochařů a architektů (1568).

## Životopisná data a umělecká tvorba
Barbara Longhi se narodila do rodiny manýristického malíře Lucy Longhiho (1507–1580) a jeho manželky Bernardiny. Ona, stejně jako její starší bratr Francesco (1544–1618), se vyučila v dílně svého otce malířským technikám ve stylu pozdní renesance. Školení dokončila kolem roku 1570, aby pokračovala samostatně v malbě drobných obrazů s náboženskou tematikou. Přitom s otcovou dílnou nepřerušila kontakt ani poté, co její vedení převzal bratr Francesco (1570). Většinu svých děl Barbara Longhi nesignovala, a ani nedatovala, a tak historici umění dnes jen obtížně určují možné autorství jejích obrazů. Jinak o jejím životě existuje minimum údajů, takže není ani známo, zdali se vdala. Přestože byla vyhledávanou portrétistkou, z jejích patnácti dochovaných děl, je dvanáct věnováno tématu Madona s dítětem a jen obraz Portrét kamaldulského mnicha dokládá její portrétní schopnosti, kterých dosáhla krátce po ukončení dílenského školení. Obraz je sice datován, ale poslední číslice není zcela zřetelná, takže datum může odpovídat roku 1570 nebo 1573.

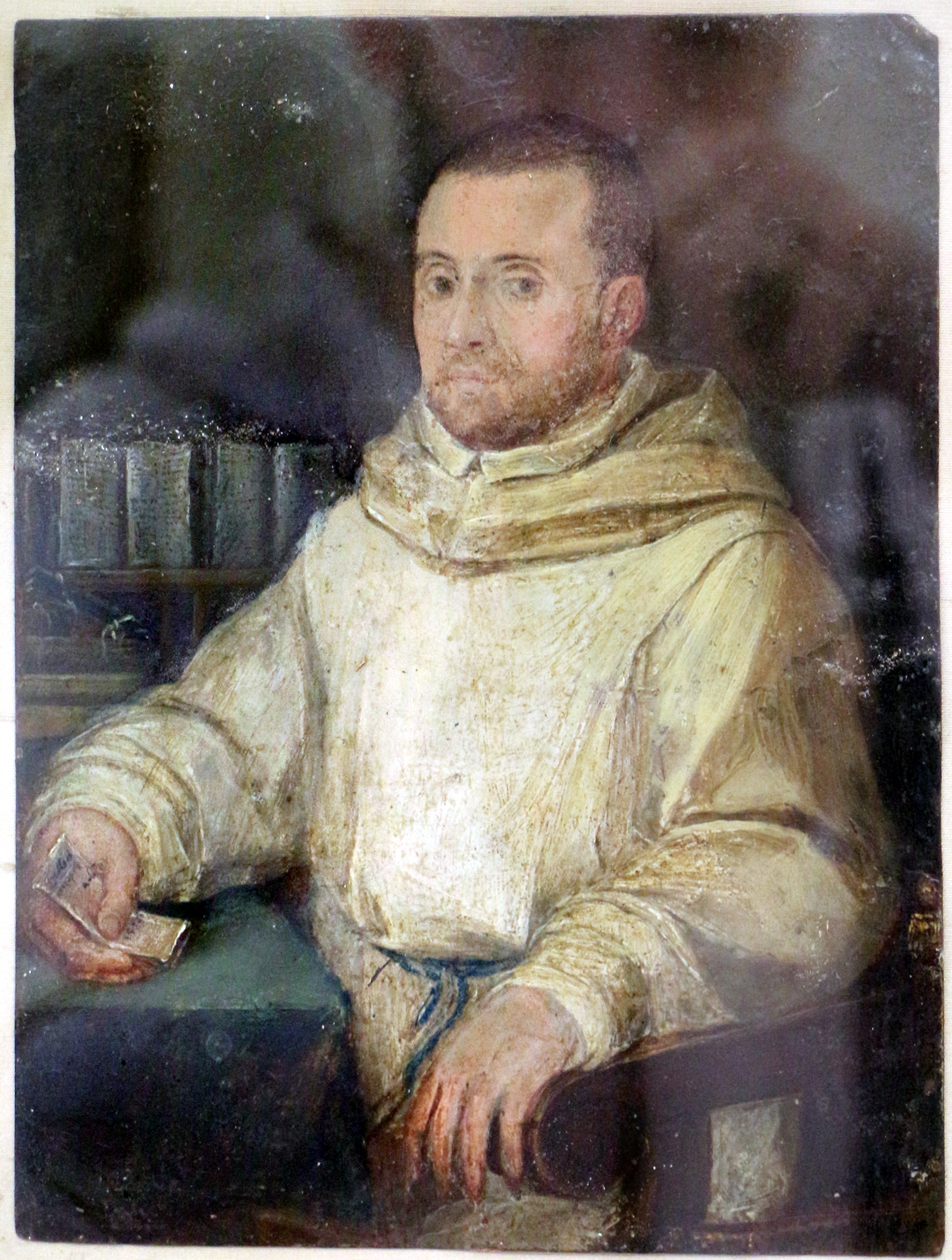
Portrét kamaldulského mnicha (1570 nebo 1573; Museum umění města Ravenna, Ravenna, Itálie)

Barbara Longhi byla předlohou pro postavy světic na otcových obrazech a obrazech bratra Francesca. Vedle svaté Barbory to byla svatá Kateřina Alexandrijská, které propůjčovala svou podobu. Dokládá to i její předpokládaný autoportrét z roku 1589. Obraz byl původně určený pro ravennský klášter Sant´Apollinare in Classe (dnes Museum umění města Ravenny). Nejzdařilejší vyobrazení této světice však představuje její zpodobnění na obraze v boloňské Pinacoteca Nazionale di Bologna namalovaném mezi roky 1580 a 1590.

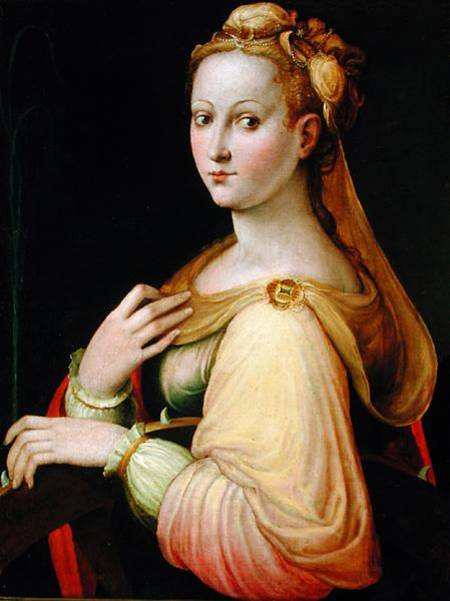
Sv. Kateřina Alexandrijská (1580/90; Pinacoteca Nazionale di Bologna, Bologna, Itálie)

Mezi dochovanými obrazy dominují plátna, na kterých je vyobrazena Madona s dítětem Ježíš. Výjimkou je obraz Madona s dítětem a svatým Janem pocházející z jejího raného období tvorby. Na obraze jsou iniciály BLF, což může znamenat Barbara Longhi fecit. 

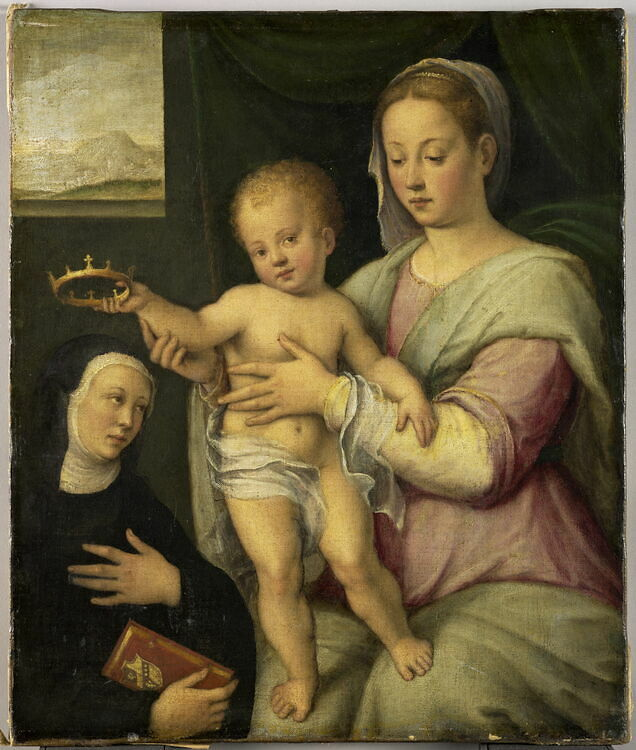
Madona s dítětem Ježíš, které korunuje jeptišku (1590/92; Musée du Louvre, Paříž, Francie)

Předpokládaných dvanáct obrazů s touto tematikou vykazuje ikonografické poučení malířky na podobných obrazech namalovaných Raffaelem Santim (1483–1520) nebo Correggiem (1489–1534). Naopak jejich pyramidální kompozice odkazuje na Leonarda da Vinci (1452–1519). Postavy na těchto obrazech se vyznačují jemnými rysy, k čemuž používala teplých barevných tónů. Později však opustila uvedené toskánsko-umbrijské vzory, což dokládá i její obraz v Louvre nazvaný Madona s dítětem Ježíš, které korunuje jeptišku. Tyto obrazy dokládají, že Barbara Longhi odolala dobové tendenci maleb velkých oltářních obrazů typických pro tvorbu jejího otce a upřednostnila malbu drobných náboženských obrazů provedených v duchu její zbožnosti.

## Umělecko-historický význam díla Barbary Longhi
Barbara Longhi byla pro otce Lucyho modelem, pro bratra Francesca vzorem. Její hodnocení asi nejlépe vystihla Germaine Greer ve své knize The Obstacle Race: The Fortunes Women Painters and their Work, když o ní napsala: „...Barbařiny drobné obrazy se vyznačují pozoruhodně čistou linií a jemnou brilancí barev. ...Barbara Longhi vnáší do svých velmi konzervativních obrázků jednoduchost a intenzitu cítění, které nenalezneme u jejího manýristického otce, ani u diletantského bratra“.